# Quartier du Centre (Saint-Pierre)
Pour les articles homonymes, voir Quartier Centre.
Le quartier du Centre est le plus récent des trois quartiers de Saint-Pierre en Martinique et s'étend entre le quartier du Fort et le quartier du Mouillage.

## Situation
Les limites du quartier du Centre sont, au nord, la rivière Roxelane et, au sud, la rue du Petit-Versailles (numéros pairs). 

## Topographie
La position topographique des quartiers de Saint-Pierre a une grande influence sur leur climat. Dans le quartier du Centre, les vents d'est sont interceptés par les mornes qui le dominent, à savoir, du sud au nord, le plateau Trouvaillant (153,70m) et le morne Abel (140 mètres), d'où résulte une chaleur qui se trouve encore accrue par les rayons du soleil que les escarpements réfléchissent sur cette partie de la ville. 

## Histoire
À l'origine, Saint-Pierre se divise en deux quartiers et paroisses. Le premier, que l'on appelle Saint-Pierre, commence au Fort Saint-Pierre et s'étend jusqu'à la batterie Saint-Nicolas. Son église paroissiale dédiée à Saint-Pierre est desservie par les Jésuites. Ce quartier prend ensuite le nom de quartier du Fort. De la batterie Saint-Nicolas jusqu'à celle de Saint-Robert s'étend le quartier du Mouillage, dont la paroisse est desservie par les Jacobins. 
En décembre 1653, des religieuses dominicaines s’implantent dans le quartier Saint-Pierre, sur un terrain de la rive sud de la rivière Roxelane allant du centre de la ville jusqu'au morne Parnasse. Elles laissent la place à un couvent d'Ursulines chargé de l'instruction des jeunes filles qui s'y établit par lettres patentes du Roi le 28 août 1681, non loin de la première résidence du gouverneur, de l'Intendance et du palais de justice. Leur école de jeunes filles est la seule à survivre à la Révolution et ferme en 1825.
En 1827, le gouverneur de la Martinique, le comte de Bouillé, scelle le sort du couvent des Ursulines dont il ne reste plus que deux occupantes. Le couvent, son église et ses dépendances sont remis à disposition du gouvernement. Il devient alors possible de créer une troisième paroisse en utilisant l'ancienne église du couvent, afin de répondre à l'augmentation de la population. De plus, le reste des bâtiments du couvent peut être dévolu à l'armée pour y créer une caserne afin de loger les soldats. C'est ainsi qu'est créée la caserne des Ursulines.
Le quartier du Centre résulte de la création de la paroisse du même nom autour de l'ancienne église des Ursulines, rebaptisée Saint-Étienne-du-Centre par un arrêté du gouverneur du 8 août 1851 ; l'église du Mouillage et celle du Fort étant devenues insuffisantes pour accueillir l'ensemble des fidèles. Elle n'est livrée au culte que le 16 mars 1852 et est agrandie en 1878-79.
Avant l'éruption de la montagne Pelée en 1902 qui rase la ville de Saint-Pierre, le quartier du Centre formait, avec le quartier du Mouillage, la ville basse peuplée par les classes moyennes et populaires. Il était animé et était aussi un haut lieu de la culture à Saint-Pierre et le siège de la vie politique de la ville.

## Lieux et patrimoine

### Avant le 8 mai 1902
Dans le quartier du Centre étaient situés :
- Le pont Roche (1766) qui relie le quartier du Centre à celui du Fort, rue Victor-Hugo,
- L'hôtel de l'Intendance (palais du gouvernement), rue Abbé Grégoire,
- Le palais de justice, rue Abbé Grégoire,
- L'église Saint-Étienne-du-Centre (1851), rue Abbé Grégoire,
- La caserne des Ursulines (1827), rue des Domaines,
- L'artillerie et la Gendarmerie,
- La Savane du Fort (1807), route des Trois Ponts et Boulevard,
- Le Jardin colonial des Plantes (1803), route des Trois Ponts,
- La Prison (1851), rue de la Prison,
- Le Théâtre (1786, 1831-32, 1891), rue Victor-Hugo,
- Le Lycée colonial (1880), qui devient le Pensionnat colonial (1883), rue Victor-Hugo,
- La batterie d'Esnotz (ancienne batterie Saint-Nicolas), rue Victor-Hugo,
- Le quartier du Figuier, rue Bouillé.

Hormis la batterie d'Esnotz et le pont Roche toujours existants, tous les bâtiments ci-dessus ont disparu ou sont en ruines à la suite de l'éruption de la montagne Pelée en 1902.

### Aujourd'hui
- Le pont Roche, rue Victor-Hugo,
- Les ruines du Théâtre, rue Victor-Hugo,
- Les ruines de la Prison et le cachot de Cyparis, rue de la Prison,
- La batterie d'Esnotz, rue Victor-Hugo,
- Le musée Franck-A.-Perret (1933),  169 rue Victor-Hugo,
- Les ruines des entrepôts du Figuier, rue Bouillé.